# Phường 27
Phường 27 là một phường thuộc quận Bình Thạnh, Thành phố Hồ Chí Minh, Việt Nam.
Phường 27 có diện tích 0,85 km², dân số năm 2021 là 20.949 người,  mật độ dân số đạt 24.645 người/km².